# Berlin-Schmöckwitz
Berlin-Schmöckwitz [ˈʃmœkˌvɪt͡s]  est un quartier situé à l'extrème sud-est de Berlin, dans l'arrondissement de Treptow-Köpenick. L'ancien village de pêche a été incorporé lors de la réforme territoriale du Grand Berlin le 1er octobre 1920 et est devenu un but d'excursions populaire. Entre 1920 et 2001, il faisait partie du district de Köpenick.

## Géographie

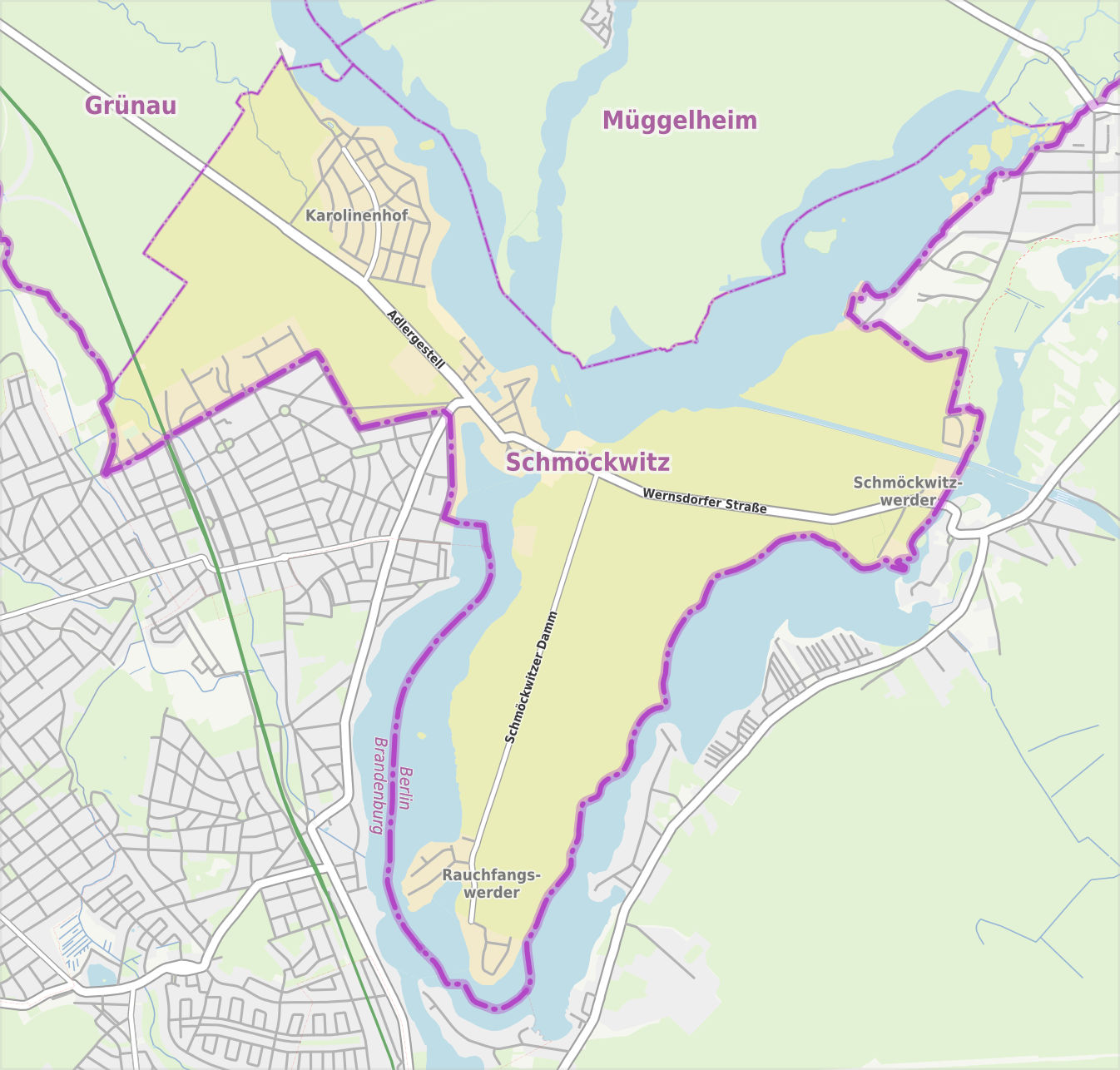
Carte de Schmöckwitz et des quartiers limitrophes.

Le quartier se trouve juste à la limite sud-est de la ville, où il confine au land de Brandebourg. Au nord, c'est la rivière Dahme qui le sépare du quartier de Müggelheim ; vers l'ouest, il confine au quartier de Grünau.
Berlin-Schmöckwitz est un quartier entouré de lacs, le langer see, le Seddinsee et le lac de Zeuthen. Il s'agit aussi du quartier le plus méridional de l'arrondissement de Treptow-Köpenick et aussi de la ville. Il s'étend sur 1714 hectares et se divise en plusieurs localités :
- Karolinenhof
- Siedlung Schmöckwitz
- Schmöckwitzwerder
- Rauchfangswerder

## Population
Le quartier comptait 4 274 habitants le 1er janvier 2017 selon le registre des déclarations domiciliaires, c'est-à-dire 249 hab./km2.

## Histoire

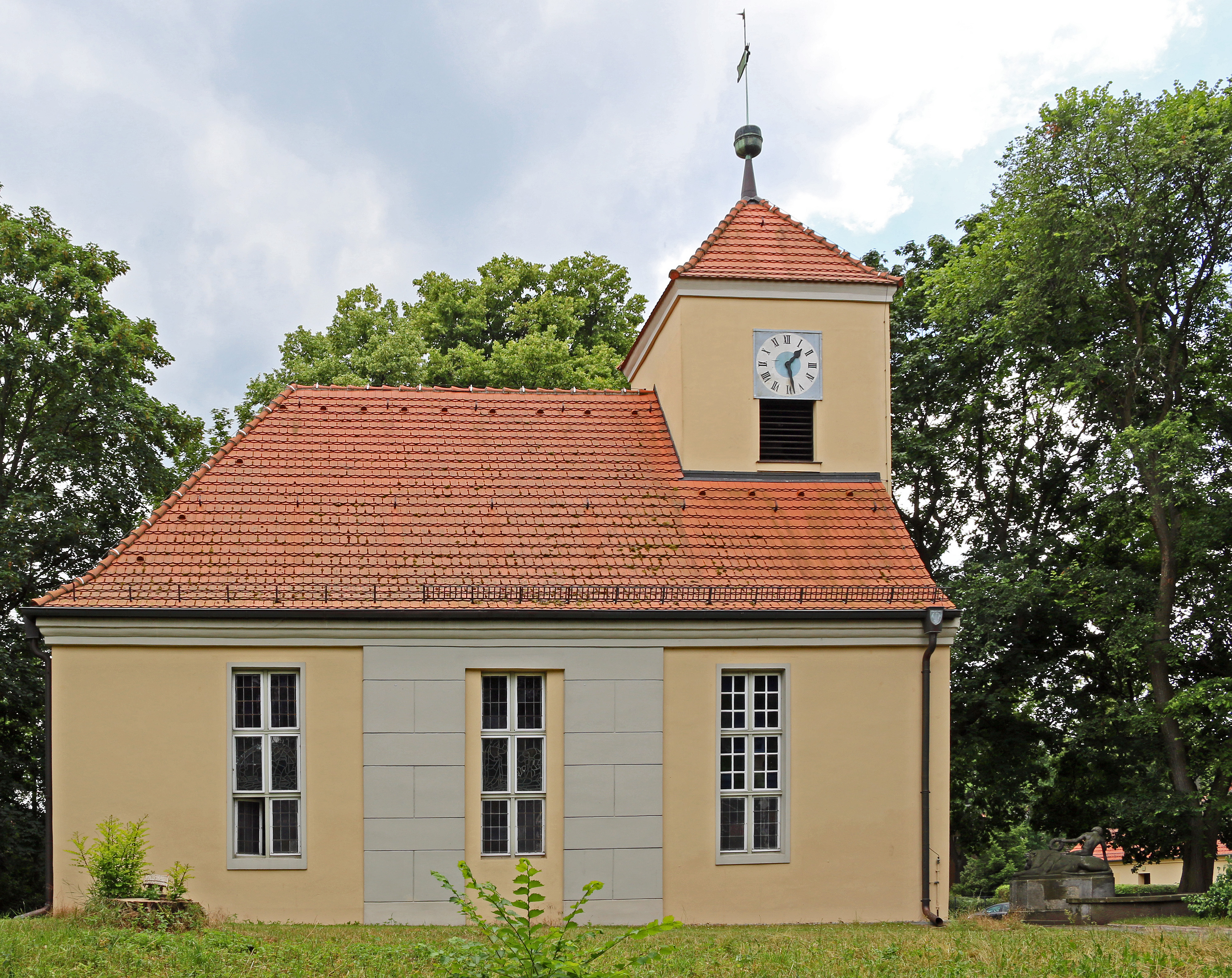
L'église du village.

Le nom de Sme(ke)witz, d'origine slave a été cité pour la première fois dans le registre foncier (Landbuch) de l'empereur Charles IV remontant à l'an 1375. Même après de la colonisation germanique du XIIIe siècle, les habitants vivent de la pêche et de l'apiculture dans la périphérie du château de Köpenick.
Le village fut dévasté lors d'un incendie à la fin de la guerre de Trente Ans en 1648. L'église paroissiale d'aujourd'hui a été construite dans les années 1798/1799.